# Clancy Cooper
Pour les articles homonymes, voir Cooper.
Clancy Cooper est un acteur américain, né le 23 juillet 1906 à Boise (Idaho), mort le 14 juin 1975 à Los Angeles (quartier d'Hollywood, Californie).

## Biographie
Au théâtre à Broadway (New York), Clancy Cooper joue dans huit pièces de 1938 à 1941, dont The Fabulous Invalid de Moss Hart et George S. Kaufman (1938, avec Jack Arnold) et Night Music de Clifford Odets (1940, avec Elia Kazan et Jane Wyatt).
Au cinéma, comme second rôle de caractère ou dans des petits rôles non crédités — souvent de policier —, il contribue à cent-dix-sept films américains (parfois en coproduction) sortis entre 1938 et 1962, dont des westerns.
Mentionnons L'Engrenage fatal d'Anthony Mann (1947, avec John Ireland et Jane Randolph), Les Aventures du capitaine Wyatt de Raoul Walsh (1951, avec Gary Cooper et Mari Aldon), La Perle noire de Richard Thorpe (1953, avec Robert Taylor et Stewart Granger) et Le Temps d'aimer et le Temps de mourir de Douglas Sirk (1958, avec John Gavin et Liselotte Pulver).
À la télévision, outre deux téléfilms diffusés respectivement en 1951 et 1960, Clancy Cooper apparaît surtout dans cinquante séries américaines de 1951 à 1972, dont Rintintin (trois épisodes, 1955-1957), Alfred Hitchcock présente (deux épisodes, 1960), La Quatrième Dimension (un épisode, 1961) et Les Mystères de l'Ouest (un épisode, 1965).

## Théâtre à Broadway (intégrale)
- 1938 : Casey Jones (en) de Robert Ardray, mise en scène d'Elia Kazan : Gassiman
- 1938 : The Fabulous Invalid (en) de Moss Hart et George S. Kaufman, mise en scène de ce dernier : un comédien
- 1939 : Stop Press de John Stradley : Webber
- 1939 : Summer Night de Vicki Baum et Benjamin Glazer, mise en scène de Lee Strasberg : le barman
- 1940 : The Man Who Killed Lincoln d'Elmer Harris et Philip Van Doren Stern : Ned Spangler / le deuxième soldat
- 1940 : Night Music (en) de Clifford Odets, musique de scène d'Hanns Eisler : Murph
- 1940 : Horse Fever d'Eugene Conrad, Ruby et Zac Gabel : Murphy
- 1941 : Eight O'Clock Tuesday de Robert Wallsten et Mignon G. Eberhart : le lieutenant Davies

## Filmographie partielle

### Cinéma
- 1938 : Mr. Wong, Detective de William Nigh (non crédité)
- 1941 : La Grande Évasion (High Sierra) de Raoul Walsh : le policier George
- 1941 : La Charge fantastique (They Died with Their Boots On) de Raoul Walsh : un conducteur de train
- 1941 : Échec à la Gestapo (All Through the Night) de Vincent Sherman : un sergent de police
- 1942 : Unseen Enemy (en) de John Rawlins : l'inspecteur Alan Davies
- 1942 : Vainqueur du destin (The Pride of the Yankees) de Sam Wood : le premier policier à moto
- 1942 : Wings for the Eagle de Lloyd Bacon : le policier au restaurant (non crédité)
- 1942 : Le Caïd (The Big Shot) de Lewis Seiler
- 1943 : Girls in Chains (en) d'Edgar G. Ulmer : Marcus
- 1943 : Et la vie continue (The Human Comedy) de Clarence Brown : le sergent du mess
- 1944 : Timber Queen (en) de Frank McDonald : Barney
- 1945 : Le Roman de Mildred Pierce (Mildred Pierce) de Michael Curtiz : un policier
- 1945 : Sans amour (Without Love) d'Harold S. Bucquet : le sergent
- 1945 : La Forêt enchantée (The Enchanted Forest), de Lew Landers
- 1946 : Le Château du dragon (Dragonwyck) de Joseph L. Mankiewicz : un fermier
- 1946 : Le Courage de Lassie (Courage of Lassie) de Fred M. Wilcox : Casey
- 1946 : Le Démon de la chair (The Strange Woman) d'Edgar G. Ulmer : un bûcheron
- 1946 : Les Dés sanglants (Below the Deadline) de William Beaudine
- 1946 : Quelque part dans la nuit (Somewhere in the Night) de Joseph L. Mankiewicz : Tom
- 1946 : La Femme de Monte-Cristo (The Wife of Monte Cristo) d'Edgar Georg Ulmer
- 1946 : Les Plus Belles Années de notre vie (The Best Years of Our Lives) de William Wyler : un chauffeur de taxi
- 1947 : L'Engrenage fatal (Railroaded!) d'Anthony Mann : le détective Jim Chubb
- 1947 : L'Amant sans visage (Nora Prentiss) de Vincent Sherman : un policier
- 1947 : Un gangster pas comme les autres (The Gangster) de Gordon Wiles
- 1947 : Les Conquérants d'un nouveau monde (Unconquered) de Cecil B. DeMille : une sentinelle
- 1947 : Wyoming Kid (Cheyenne) de Raoul Walsh : Andrews
- 1947 : Le Charlatan (Nightmare Alley) d'Edmund Goulding : le régisseur
- 1948 : Deux Sacrées Canailles (The Sainted Sisters) de William D. Russell : Cal Frisbee
- 1948 : Jeanne d'Arc (Joan of Arc) de Victor Fleming : le premier soldat
- 1948 : La Femme aux cigarettes (Road House) de Jean Negulesco : un policier
- 1948 : Lulu Belle de Leslie Fenton : Ed, le barman
- 1949 : Le Livre noir (Reigh of Terror) d'Anthony Mann : un garde de Saint-Just
- 1949 : Le Mystérieux Docteur Korvo (Whirpool) d'Otto Preminger : le premier policier
- 1949 : Fiancée à vendre (Bride for Sale) de William D. Russell : Finley
- 1950 : La Femme à l'écharpe pailletée (The File on Thelma Jordan) de Robert Siodmak : Chase
- 1950 : The Great Rupert d'Irving Pichel : le lieutenant Saunders
- 1950 : Mark Dixon, détective (Where the Sidewalk Ends) d'Otto Preminger : le sergent Murphy
- 1951 : Menace dans la nuit (He Ran All the Way) de John Berry : Stan
- 1951 : Le Grand Attentat (The Tall Target) d'Anthony Mann : Brakeman
- 1951 : Les Aventures du capitaine Wyatt (Distant Drums) de Raoul Walsh : le sergent Shane
- 1952 : Lydia Bailey de Jean Negulesco : Codman
- 1952 : Bas les masques (Deadline U.S.A.) de Richard Brooks : le capitaine Finlay

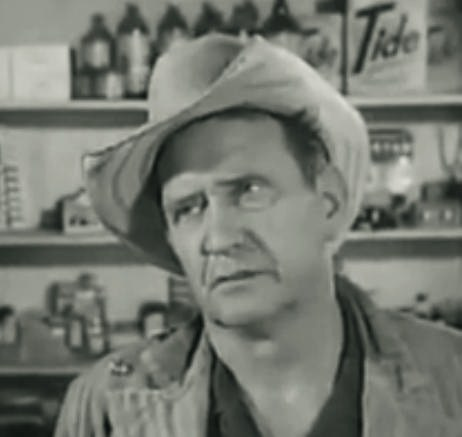
Dans Naked Youth (1961)

- 1952 : Au pays de la peur (The Wild North) d'Andrew Marton : Sloan
- 1952 : L'Escadrille de l'enfer (Flat Top) de Lesley Selander : un capitaine
- 1953 : Le Port de la drogue (Pickup on South Street) de Samuel Fuller : le détective Eddie
- 1953 : La Taverne des révoltés (The Man Behind the Gun) de Felix E. Feist : « Kansas » Collins
- 1953 : La Perle noire (All the Brothers Were Valiant) de Richard Thorpe : Smith
- 1955 : Artistes et Modèles (Artists and Models) de Frank Tashlin : un officier de police
- 1956 : Les Rois du jazz (The Best Things in Life Are Free) de Michael Curtiz : un bootlegger
- 1956 : Marqué par la haine (Somebody Up There Likes Me) de Robert Wise : le capitaine Lancheck
- 1956 : Le Roi des vagabonds (The Vagabond King) de Michael Curtiz : un geôlier
- 1957 : Jesse James, le brigand bien-aimé (The True Story of Jesse James) de Nicholas Ray : le shérif Yoe
- 1958 : Le Temps d'aimer et le Temps de mourir (A Time to Love and a Time to Die) de Douglas Sirk : Sauer
- 1958 : La Blonde et le Shérif (The Sheriff of Fractured Jaw) de Raoul Walsh : le barbier
- 1961 : Naked Youth (en) ou Wild Youth de John F. Schreyer : Erickson
- 1962 : Incident in an Alley (en) d'Edward L. Cahn : le sergent de police Sam

### Télévision
(séries, sauf mention contraire)
- 1949-1954 : The Lone Ranger
  - Saison 1, épisode 15 Old Joe's Sister (1949) : le shérif
  - Saison 4, épisode 10 Rendezvous at Whipsaw (1954) d'Oscar Rudolph : le shérif Bill Cooper
- 1951 : The Bogus Green, téléfilm de Lew Landers: Sam Hackett
- 1955-1957 : Rintintin (The Adventures of Rin Tin Tin)
  - Saison 2, épisode 5 The Poor Little Rich Boy (1955) : Matt Parish
  - Saison 3, épisode 17 The Indian Hater (1957 - Josh Deering) et épisode 21 The Lieutenant's Lesson (1957 - le sergent Walker) de Lew Landers
- 1957 : La Flèche brisée (Broken Arrow)
  - Saison 1, épisode 27 Quarantine de William Beaudine : Harrison
- 1957 : Gunsmoke ou Police des plaines (Gunsmoke ou Marshal Dillon)
  - Saison 2, épisode 37 The Man Who Would Be Marshal de William D. Russell : Bozeman
- 1959 : L'Homme à la carabine (The Rifleman)
  - Saison 1, épisode 37 The Raid de Paul Landres : Caleich
- 1959 : Au nom de la loi (Wanted: Dead or Alive)
  - Saison 2, épisode 1 Le Petit Joueur (Montana Kid) de Thomas Carr : le shérif
- 1960 : Maverick
  - Saison 4, épisode 1 Bundle from Britain de Leslie H. Martinson : McGee
- 1960 : Les Neiges du Kilimandjaro (The Snows of Kilimanjaro), téléfilm de John Frankenheimer
- 1960 : Alfred Hitchcock présente (Alfred Hitchcock Presents)
  - Saison 5, épisode 25 Le Petit Homme (The Little Man Who Was There) : Swede
  - Saison 6, épisode 13 Pas vu, pas pris (The Man Who Found the Money) d'Alan Crosland Jr. : A. J. Meecham
- 1961 : La Quatrième Dimension (The Twilight Zone)
  - Saison 2, épisode 21 Le Manipulateur (The Prime Mover) de Richard L. Bare : Trucker
- 1961-1963 : La Grande Caravane (Wagon Train)
  - Saison 4, épisode 18 Weight of Command (1961) d'Herschel Daugherty : Joe Henry
  - Saison 7, épisode 8 The Sam Pulaski Story (1963) : l'officier McGowan
- 1962 : Rawhide
  - Saison 4, épisode 21 Le Bonimenteur (The Pitchwagon) de Sobey Martin : Logan
- 1962 : Suspicion (The Alfred Hitchcock Hour)
  - Saison 1, épisode 2 Chez les fous (Don't Look Behind You) de John Brahm : le lieutenant de police
- 1963 : Le Virginien (The Virginian)
  - Saison 1, épisode 28 The Mountain of the Sun de Bernard McEveety : Murphy
  - Saison 2, épisode 7 Brother Thaddeus de John English : le shérif-adjoint Joe Webb
- 1963-1966 : Le Jeune Docteur Kildare (Dr Kildare)
  - Saison 2, épisode 23 Sister Mike (1963) d'Elliot Silverstein : Dunleavy
  - Saison 5, épisode 55 Mercy or Murder (1966) de John Brahm : le gardien
- 1964 : Le Fugitif (The Fugitive)
  - Saison 2, épisode 1 Man in a Chariot de Robert Butler : un client du bar
- 1965 : Les Mystères de l'Ouest (The Wild Wild West)
  - Saison 1, épisode 14 La Nuit du phare hurlant (The Night of the Howling Light) de Paul Wendkos : Joshua Trowbridge